# Selim (Türkei)
Selim ist eine Stadt und Hauptort des gleichnamigen Landkreises in der nordosttürkischen Provinz (İl) Kars. Die Stadt liegt ca. 30 km Luftlinie (Straßenkilometer: 33) südwestlich der Provinzstadt Kars an der Fernstraße D 957 (Europastraße 691). Etwas südlich der Stadt liegt der Bahnhof, an der Eisenbahnlinie, die von Erzurum über Kars zur  Grenze zu Georgien führt (die Verbindung nach Armenien ist eingestellt).
Der Landkreis Selim wurde 1957 vom Nordteil des Kreises Sarıkamış abgespalten (Gesetz Nr. 7033). Bis dahin war Selim eine Nahiye dort mit 13.990 Einwohnern (VZ 1955) in 54 Ortschaften (Mevkiller). Der Kreis liegt im Westen der Provinz und grenzt an den zentralen Landkreis (Merkez) im Osten, den Kreis Kağızman im Südosten, den Kreis Sarıkamış im Südwesten sowie den Kreis Şenkaya (Provinz Erzurum) im Westen und den Kreis Göle (Provinz Ardahan) im Norden.
Neben der Kreisstadt (2020: 23 % der Kreisbevölkerung) besteht der Kreis noch aus 53 Dörfern (Köy) mit durchschnittlich 328 Bewohnern. Büyük Oluklu ist mit 1312 Einwohnern das größte Dorf. Die Bevölkerungsdichte liegt unter dem Provinzdurchschnitt (von 28 Einw. je km²).